# Irlbachia poeppigii
Irlbachia poeppigii là một loài thực vật có hoa trong họ Long đởm. Loài này được (Griseb.) L.Cobb & Maas mô tả khoa học đầu tiên năm 1983.